# Brevet som aldrig blev afsendt
Brevet som aldrig blev afsendt (russisk: Неотправленное письмо) er en sovjetisk spillefilm fra 1959 af Michail Kalatosov.

## Medvirkende
- Innokentij Smoktunovskij som Konstantin Sabinin
- Tatjana Samojlova som Tanja
- Vasilij Livanov som Andrej
- Jevgenij Urbanskij som Sergej Stepanovitj
- Galina Kozjakina som Vera